# Coudes
Coudes é uma comuna francesa na região administrativa de Auvérnia-Ródano-Alpes, no departamento Puy-de-Dôme. Estende-se por uma área de 4,65 km². Em 2010 a comuna tinha 1 284 habitantes (densidade: 276,1 hab./km²).